# 広渡川
広渡川（ひろとがわ）は、宮崎県南部を流れる二級河川。

## 地理
宮崎県日南市北郷町北西部にある鰐塚山（標高1118.1m）南麓に発し、南流して広渡ダムに至る。さらに東流して同市北郷町郷之原付近から南流し日南市旧市に入り、南東へ向きを変える。河口から約2キロメートル上流で酒谷川と合流し、河口から約500メートル上流で堀川運河を分流し、太平洋（日向灘）に注ぐ。
ハゼの稚魚を網にかける伝統漁「ノボリコ漁」が行われている。

## 主な支流
- 黒荷田川
- 猪八重川 - 上流部に猪八重渓谷が立地する。
- 酒谷川

## 利水施設
- 広渡ダム
- 上郷用水路
- 松永用水
- 堀川運河

## 歴史
江戸時代に流域の名産品となった飫肥杉を運搬するために利用された。1686年（貞享3年）、広渡川から油津港への材木輸送を円滑にするために堀川運河が掘削された。